# اندژی بادانسکی
اندژی بادانسکی (انگلیسی: Andrzej Badeński؛ ۱۰ مه ۱۹۴۳ – ۲۸ سپتامبر ۲۰۰۸ (aged 65)) ورزشکار دو و میدانی اهل لهستان بود.